# Tomas Lindahl
Tomas Robert Lindahl FRS (Estocolmo, 28 de janeiro de 1938) é um médico sueco.
Especialista em pesquisa do câncer. Recebeu a Medalha Real, em 2007, e a Medalha Copley, em 2010.
Foi laureado com o Nobel de Química de 2015, juntamente com Paul Modrich e Aziz Sancar, por estudos mecanicísticos para reparo de DNA.